# Holger Lithner
Per Holger Lithner, född 1 juli 1922 i Frösö, död  27 februari 2003 i Östersund, var en svensk stadsträdgårdsmästare.

## Biografi
Holger Lithner var son till hemmansägaren Nils Olof Lithner från Häggenås och Alma Paulina Persson. Efter att ha slutfört Lantbruksakademiens trädgårdskola 1952, blev Lithner föreståndare för Västerbottens läns plantskola samma år, parkförman i Umeå stad 1956 och stadsträdgårdsmästare i Lycksele stad 1958. Han var ledamot i idrottsstyrelsen, turistkommittén, djurparkskommittén och kyrkogårdsnämnden, ordförande i Lycksele trädgårdsskola, styrelseledamot i Västerbottens trädgårdsförening, Västerbottens idrottsförbund och Lycksele IF.
1959 grundade Lithner Lycksele djurpark på Gammplatsen, då endast en samling djur.